# Mesosa lineata
Mesosa lineata là một loài bọ cánh cứng trong họ Cerambycidae.